# Andriej Łańkow
Andriej Nikołajewicz Łańkow (ros. Андрей Николаевич Ланьков; ur. 26 lipca 1963 w Leningradzie) – rosyjski orientalista, koreanista, ekspert ds. Korei Północnej. Jest autorem książek na temat życia w KRLD. Piastuje stanowisko profesora na Uniwersytecie Kookmin w Seulu.
Urodził się w Leningradzie. Odbył studia dyplomowe i podyplomowe na Leningradzkim Uniwersytecie Państwowym (1986, 1989). Kształcił się także na Uniwersytecie im. Kim Ir Sena w Pjongjangu.

## Książki
- (2003) From Stalin to Kim Il Sung: The Formation of North Korea, 1945–1960[5]
- (2004) Crisis in North Korea: The Failure of De-Stalinization, 1956[6]
- (2005) КНДР вчера и сегодня: Неформальная история Северной Кореи[7]
- (2006) Быть корейцем[8]
- (2007) North of the DMZ: Essays on Daily Life in North Korea[9]
- (2008) The Dawn of Modern Korea[10]
- (2009) Август, 1956 год. Кризис в Северной Корее[11]
- (2013) The Real North Korea: Life and Politics in the Failed Stalinist Utopia[12]